# ショア記念館
ショア記念館 (Mémorial de la Shoah) は、第二次世界大戦中のナチス・ドイツによるユダヤ人大量虐殺（ショア）の犠牲者に捧げられた記念館（メモリアル）である。
分館として2012年にドランシー収容所の正面にドランシー・ショア記念館が設立された。

## 概説

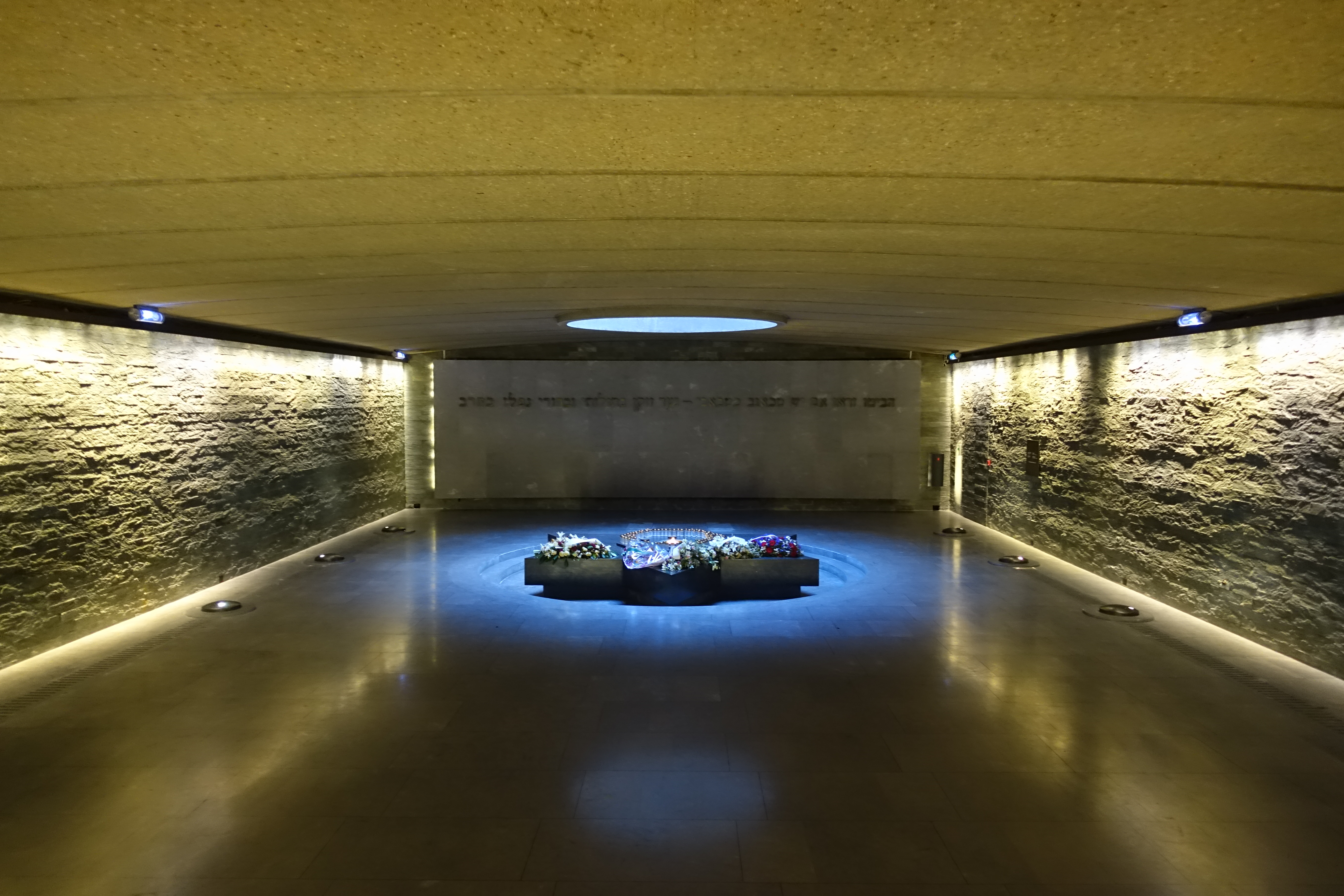
地下礼拝堂

2005年にパリ4区（ジェフロワ=ラズニエ通り17番地）に設立された。第二次世界大戦中のフランスのユダヤ人の歴史をナチズム、レジスタンス運動等との関連で紹介する展示室のほか、ユダヤ人大量虐殺に関する貴重な資料を保管する現代ユダヤ資料センター (CDJC)、犠牲になった子供たちの写真で埋め尽くされた子供記念館 (le mémorial des enfants)、祈りの炎を絶やさない地下礼拝堂 (crypte)、「ユダヤ人登録カード」を保管する部屋、犠牲者の名前が書かれた「名前の壁 (le mur des Noms)」、そして建物の外には戦時中にユダヤ人をかくまう、逃亡の手助けをするなどして命を救った3,899人の名前が書かれた「義人の壁 (le mur des Justes )」がある。
同じル・マレ（マレ地区）にユダヤ芸術歴史博物館がある。

## 語義 (ホロコースト、ショア)
日本では一般に、ナチス・ドイツによるユダヤ人大量虐殺はホロコーストと呼ばれるが（そしてフランス語にも “holocauste” という言葉があるが）、フランス語圏では1985年にクロード・ランズマン監督がドキュメンタリー映画『SHOAH ショア』を制作して以来、「ショア (la Shoah)」と呼ばれている。
ヘブライ語の「ホロコースト」は燔祭（生贄の動物を祭壇上で焼き、神に捧げる古代ユダヤ教の儀式）を表わすのに対して、同じくヘブライ語の「ショア」は「災厄、破壊」を意味する言葉である。
フランス国立視聴覚研究所と連携してフランスの歴史に関する情報を提供しているherodote.netでは、「一部のキリスト教徒が「燔祭（ホロコースト）」をキリストの死（贖罪）による全人類の救済になぞらえているため、「ホロコースト」という言葉でドイツ・ナチスによるユダヤ人大量虐殺を表わすなら、この犯罪に人類救済の意味を与えることになると懸念する声が上がったが、1978年制作の米国のテレビシリーズ『ホロコースト ― 戦争と家族』が人気を博して以来、この言葉が定着した」と説明されている。

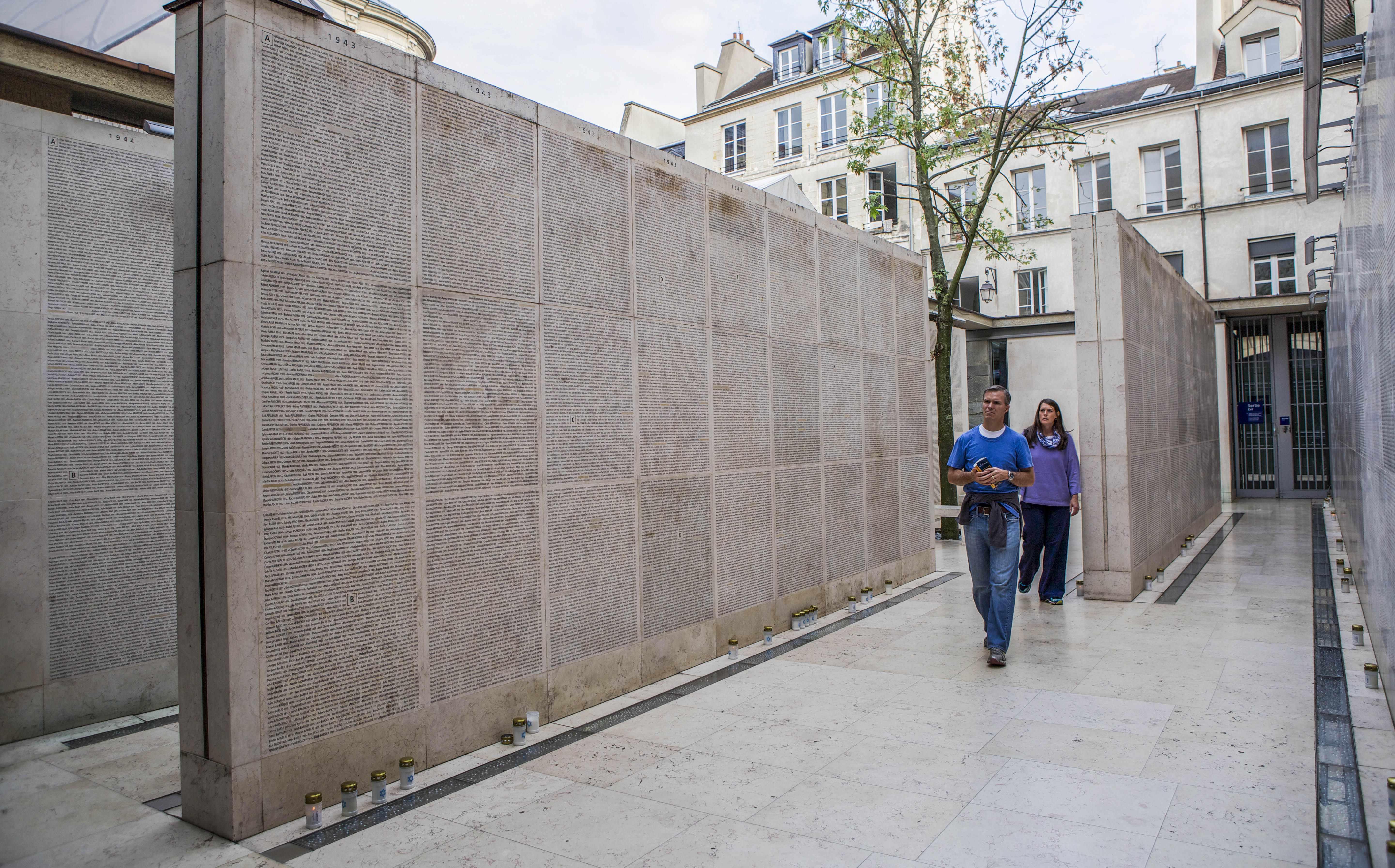
名前の壁 1

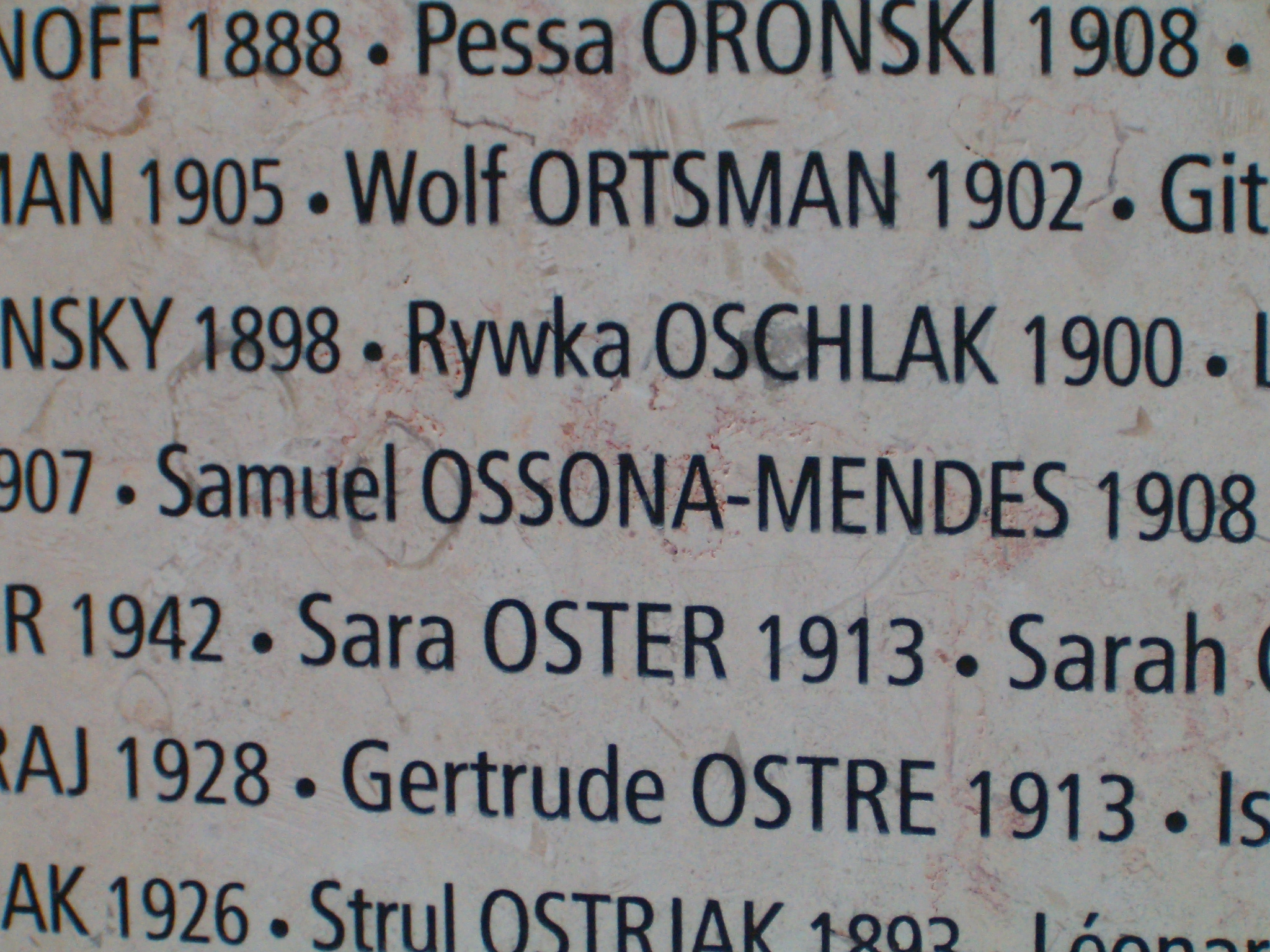
名前の壁 2

「ジェノサイド」、「ジェノサイド条約」も参照のこと。

## 沿革
(以下の内容は「ショア記念館」ウェブサイトの「ショア記念館の歴史」および「記憶の場所 ― ショア記念館（パリ）を中心として（松岡智子）」によるものである。）

### 古文書基金 (1943年)
1943年4月28日、ナチス・ドイツ占領下にあったフランスで、ロシア系の財界人イサック・シュネルソン(1879 - 1969) がグルノーブルのアパートに国内のユダヤ社会の指導者40人を集め（集会はもちろん非合法であった）、戦後に裁判を起こすために必要なユダヤ人迫害の証拠の収集を目的として古文書基金を設立。古文書基金は後に「現代ユダヤ資料センター (Centre de documentation juive contemporaine; CDJC)」と命名された。同年9月にドイツ軍の侵攻により活動停止。シュネルソンはドルドーニュでのレジスタンス運動に参加し、他のレジスタンス活動家らとも連絡を取るようになった。パリ解放の闘いが始まると、収集した証拠が没収・破壊されないように、仲間らとともに古文書基金をパリに移転した。

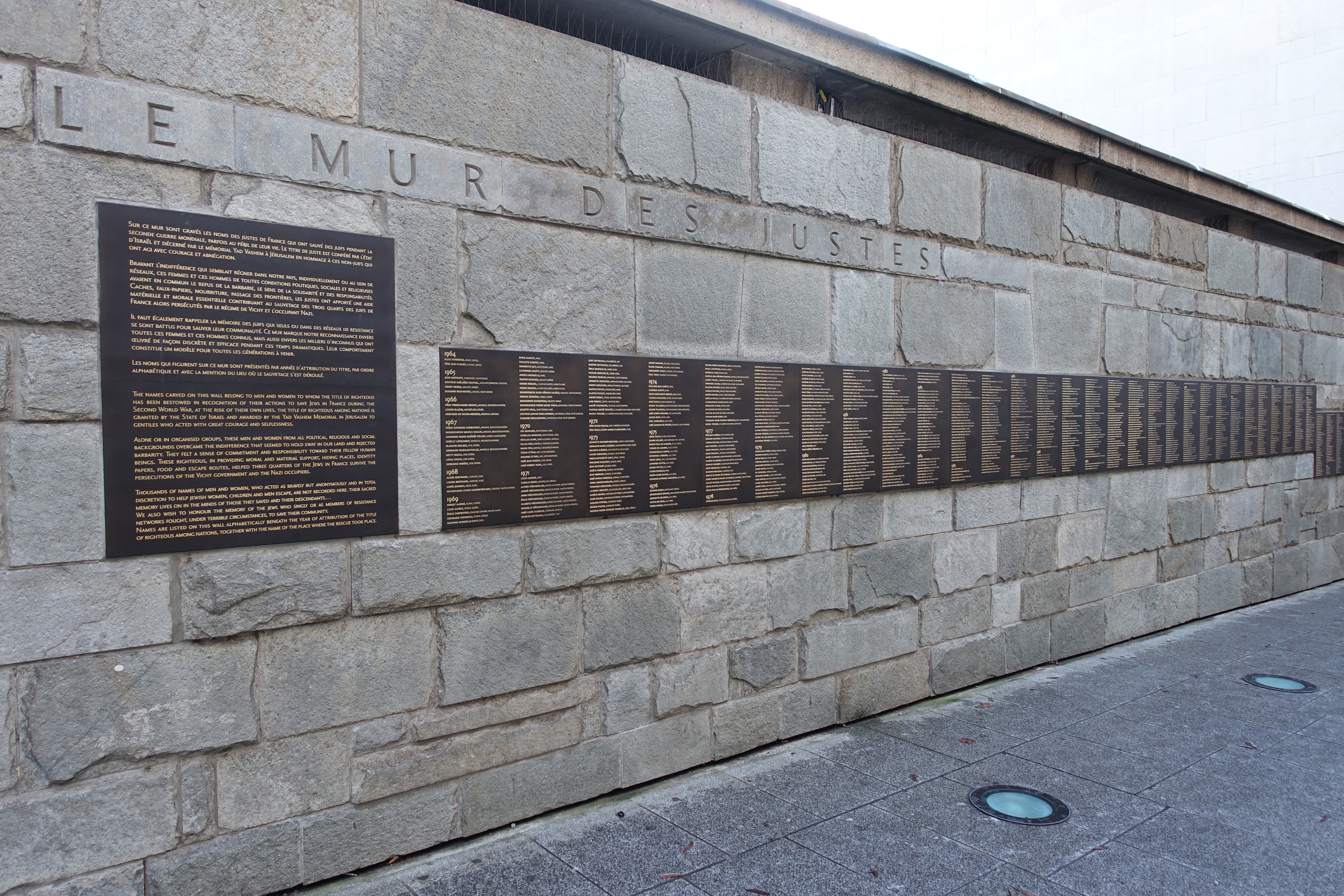
義人の壁 (外の通りからアクセス可)

### 現代ユダヤ資料センター
イサック・シュネルソンと古文書研究サービスの責任者であった歴史家のレオン・ポリアコフはレジスタンス活動家らの協力を得て、ユダヤ人問題総合委員会 (Commissariat général aux questions juives)、在仏ドイツ大使館、参謀本部、ヴィシー政権の事務総局、そして特にゲシュタポから秘密裏に貴重な資料を入手し、「現代ユダヤ資料センター」に集めた。戦後、「現代ユダヤ資料センター」は、フランスのユダヤ人の撲滅につながる過程を研究するために、これらの資料を整理・分類した。後に出版社を設立し、ユダヤ人収容所に関する資料やショアの歴史に関する専門誌を出版した。
一方、「現代ユダヤ資料センター」はフランス政府の求めに応じて、ナチス・ドイツによる戦争犯罪を裁く国際軍事裁判「ニュルンベルク裁判」のために収集した証拠を提供した。その後、米国、イスラエル（特に1961年のアイヒマン裁判）その他の国における裁判でも公文書として提示された。さらに、1980年代には、リヨン・ゲシュタポの責任者で人道に対する罪で終身禁固刑を宣告されたクラウス・バルビーの裁判にも同センターの資料が提示された。

### 無名ユダヤ人犠牲者記念館
1950年、イサック・シュネルソンが「無名ユダヤ人犠牲者記念館 (Le Mémorial du Martyr Juif Inconnu; MMJI)」の設立を決定。当初、ユダヤ社会の一部が「過去を振り返るための施設」は望まないと反対した。
1953年にイスラエルにヤド・ヴァシェムが設立され、「現代ユダヤ資料センター」と緊密な関係を確立。1953年5月17日、無名ユダヤ人犠牲者記念館建設の第一歩として、パリ市が提供した敷地にユダヤ人犠牲者の慰霊碑が建立された。フランス、ベルギー、ルクセンブルク、ユーゴスラビアなどの多くの国が芸術作品を寄贈するなどして設立に貢献した。
1956年10月30日、無名ユダヤ人犠牲者記念館が完成。開館式には世界各国の50のユダヤ人代表団、欧州の政界・宗教界の多くの指導者らが出席した。

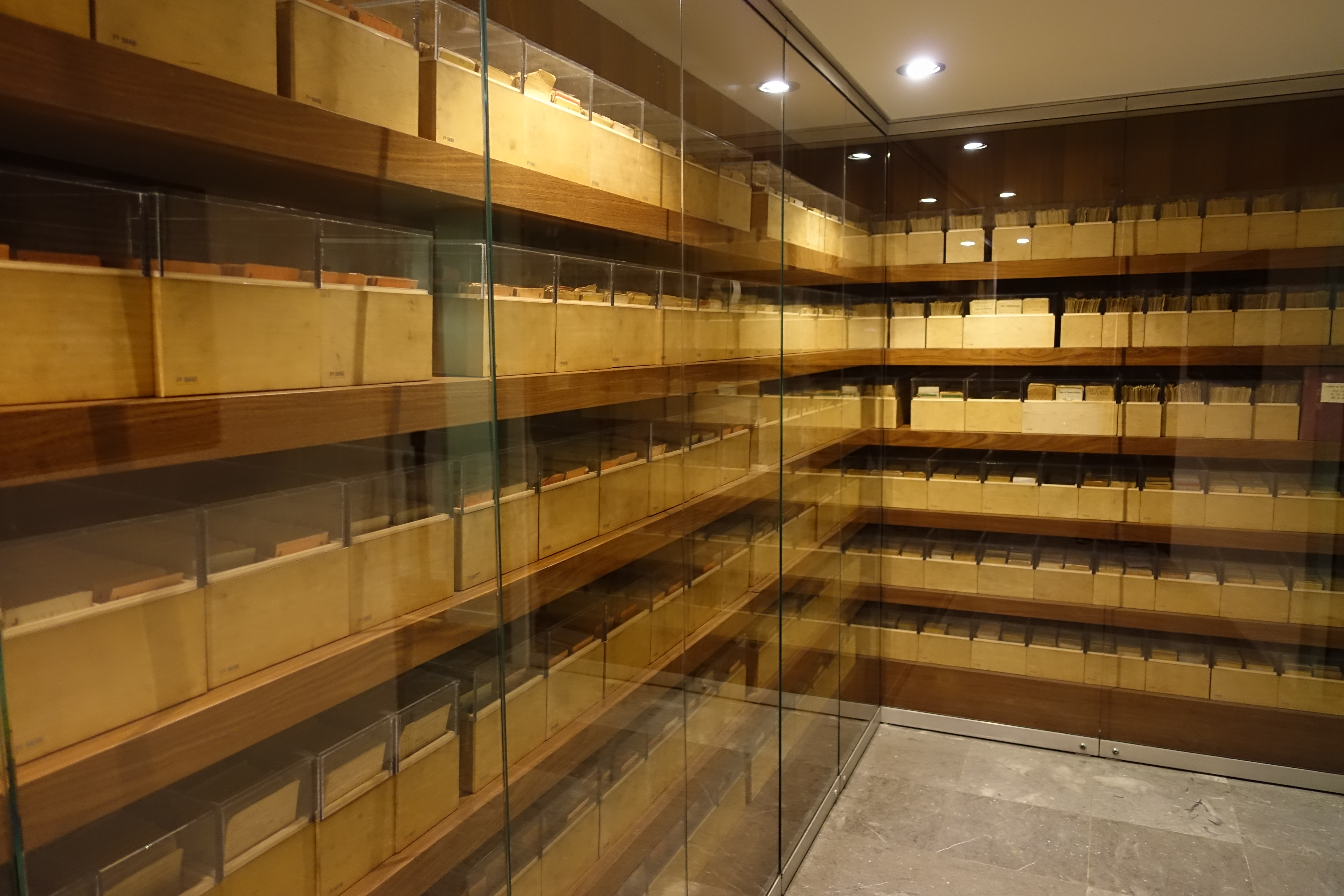
「ユダヤ人登録カード」を保管する部屋

1957年2月24日、各地の収容所やワルシャワ・ゲットーから集めた灰を地下礼拝堂 (crypte) に納めた。
1991年、無名ユダヤ人犠牲者記念館がフランスの歴史的記念物に指定され、毎年、国家またはユダヤ社会が開催する重要な式典が行われている。

### ショア記念館
2005年、無名ユダヤ人犠牲者記念館の敷地にあるすべての建造物を表わす「ショア記念館」という名称が採用され、シモーヌ・ヴェイユ会長 (2001 - 2007年、以後は名誉会長)、ジャック・シラク大統領により開館式が行われた。
2012年、ドランシー収容所の正面にドランシー・ショア記念館が設立され、フランソワ・オランドにより開館式が行われた。